# (2211) Hanuman
(2211) Hanuman est un astéroïde de la ceinture principale découvert le 26 novembre 1951 par Leland Cunningham à l'observatoire du mont Wilson.
Il tient son nom du dieu hindou Hanoumân.